# Aigle martial
Polemaetus bellicosus
Genre
Espèce
Statut de conservation UICN

 EN A2acde+3cde+4acde : En danger
Répartition géographique
Statut CITES
L’Aigle martial (Polemaetus bellicosus) est une espèce de grands aigles huppés d'Afrique. C'est la seule espèce du genre Polemaetus. Il fait partie de la sous-famille des Aquilinae qui se caractérise par des tarses entièrement garnis de plumes. C'est l'un des aigles « véritables » les plus grands et les plus puissants, et un prédateur opportuniste qui chasse différentes espèces de mammifères, d'oiseaux et de reptiles. C'est l'une des rares espèces d'aigles qui chasse essentiellement en plongeant sur ses proies depuis les hauteurs.
Cet aigle qui habite les forêts et les savanes ouvertes a connu un déclin rapide depuis quelques siècles pour plusieurs raisons. L'Aigle martial est une des espèces d'oiseaux les plus persécutées au monde. Parce qu'il chasse régulièrement le bétail et les proies des chasseurs, les fermiers et les garde-chasse locaux essaient fréquemment de l'éliminer, bien que l'effet de l'Aigle martial sur le bétail et les proies soit probablement très exagéré. L'Aigle martial est considéré par l'UICN comme une espèce en danger.

## Répartition
L'Aigle martial vit en Afrique subsaharienne, partout où la nourriture est abondante et où l'environnement est favorable. Son aire de répartition est estimée à 26 000 km2, ce qui est un peu plus grand que l'aire de répartition de l'Aigle couronné (Stephanoaetus coronatus) ou l'Aigle de Verreaux (Aquila verreauxii). Même s'il n'est jamais fréquent, il vit en populations plus denses dans le sud de l'Afrique et dans certaines parties de l'est. Sa présence est plus rare et irrégulière dans l'ouest, mais il réside au Sénégal, en Gambie et au nord de la Guinée-Bissau, ainsi qu'au sud du Mali et au nord de la Côte d'Ivoire et du Ghana. Du sud du Niger et l'est du Nigéria, l'espèce est répartie sporadiquement à travers le Tchad, le Soudan et la République centrafricaine, et au nord, au sud et à l'est de la République démocratique du Congo. Dans l'est de l'Afrique, l'Aigle martial est réparti de la Somalie et de l'Éthiopie, de manière plus ou moins continue vers le Kenya, l'Ouganda et la Tanzanie, et au sud de l'Afrique, de l'Angola, la Zambie, le Malawi et le sud du Mozambique jusqu'à l'Afrique du Sud. Certaines des populations les plus larges se trouvent au Zimbabwe et en Afrique du Sud. L'Aigle martial est généralement plus répandu dans les zones protégées comme le Parc national Kruger et le Parc transfrontalier de Kgalagadi en Afrique du Sud, ou le Parc national d'Etosha en Namibie.

## Taxonomie
La famille des Accipitridae est de loin la plus grande famille de rapaces diurnes au monde, avec plus de 230 espèces actuellement classées dedans. L'Aigle martial fait partie de la sous-famille des Aquilinae, et donc des 15% des Accipitridae ayant des tarses entièrement recouverts de plumes. Cette caractéristique permet de distinguer cette sous-famille des autres car elle est aussi présente sur des espèces tropicales comme l'Aigle martial. Selon la classification actuelle, les Aquilinae représentent 38 espèces d'aigles vivantes, réparties sur tous les continents habités par les Accipitridae à l'exception de l'Antarctique. Un peu moins de la moitié des espèces d'Aquilinae vit en Afrique,. Des études sur l'ADN mitochondrial de plusieurs espèces d'Aquilinae, y compris l'Aigle martial, ont été menées pour mieux comprendre comment cette sous-famille est répartie et quelles sont les relations entre ses différentes espèces. Des études génétiques en 1980 ont indiqué que l'Aigle martial est un dérivé spécialisé des aigles plus petits du genre Hieraaetus, et l'une d'elles est allée jusqu'à indiquer que l'Aigle martial devrait être classé dans ce genre. Cependant, des études plus modernes et plus étendues indiquent que l'Aigle martial est différent des autres Aquilinae et s'est détaché des autres genres il y a plusieurs millions d'années,. Génétiquement, l'Aigle martial se situe entre deux autres espèces appartenant à des genres monotypiques : l'Aigle huppard (Lophaetus occipitalis) et l'Aigle à ventre roux (Lophotriorchis kienerii), qui ont également divergé il y a plusieurs millions d'années des autres espèces. Vu que sa morphologie est particulière et que les deux espèces les plus proches atteignent seulement la taille des plus grandes buses, l'unicité génétique de l'Aigle martial apparaît évidente,.
Cette espèce est monotypique. Il n'existe pas de sous-espèces, et l'Aigle martial varie peu en apparence et en génotype tout au long de son aire de répartition,.

## Description

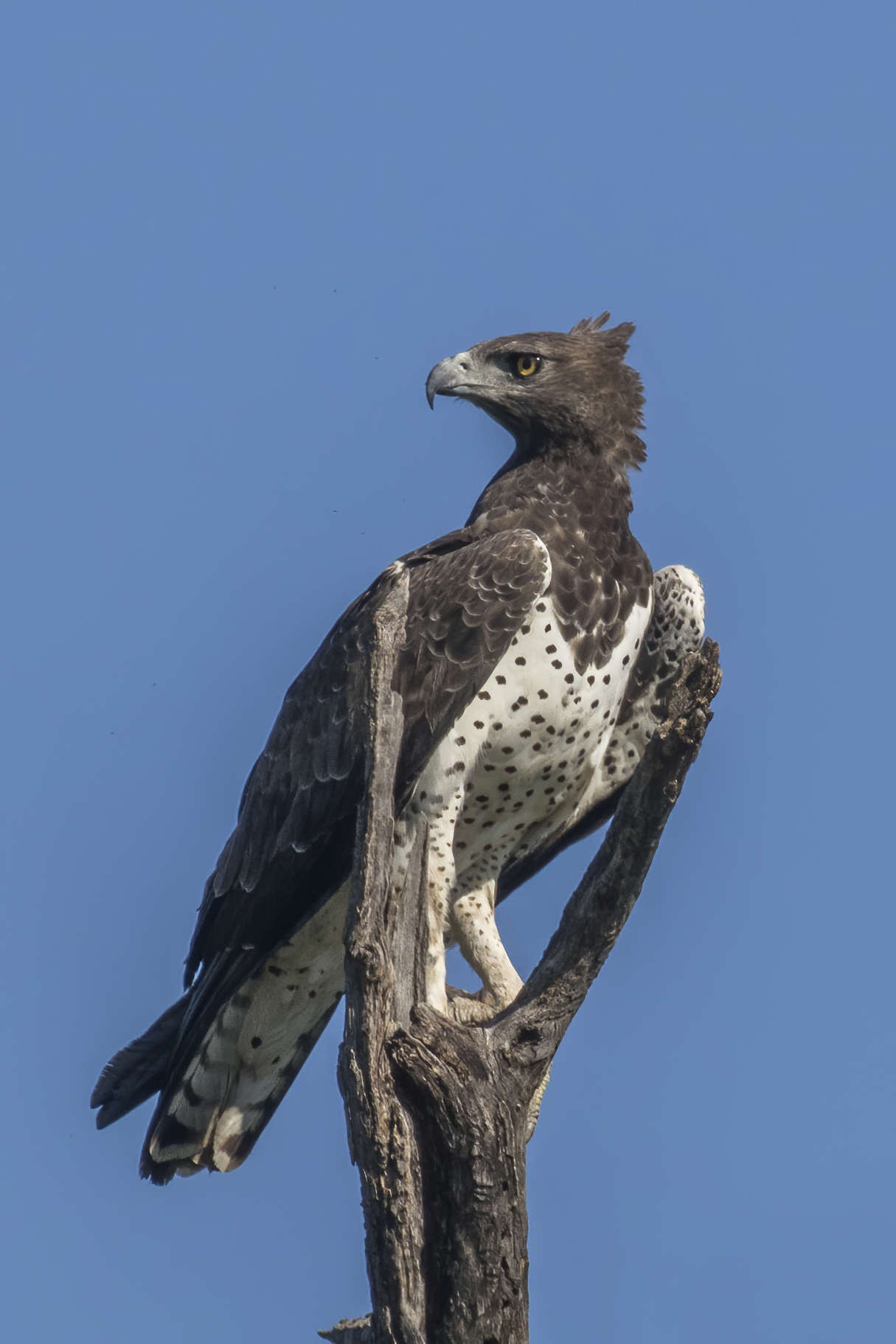
Aigle martial perché sur un arbre.

L'Aigle martial est un très grand aigle. Il mesure de 78 à 91 cm en longueur totale, avec une moyenne de 85,5 cm,. Sa longueur est relativement courte par rapport à son envergure, à cause de la petite taille de sa queue ; il est cependant le sixième ou le septième plus grand de tous les aigles. Son envergure est comprise entre 188 et 240 cm,,,. Des envergures jusqu'à 260 cm ont été rapportés, mais manquent de preuves,. L'envergure moyenne de l'espèce est estimée à 205 cm ou 207,5 cm, mais une mesure sur dix aigles dans la nature a donné une envergure moyenne de 211,9 cm. Cela place l'envergure moyenne de l'Aigle martial en quatrième position de toutes les espèces d'aigles vivantes, derrière le Pygargue empereur (Haliaeetus pelagicus), le Pygargue à queue blanche (Haliaeetus albicilla) et l'Aigle d'Australie (Aquila audax),,,,. Alors que l'espèce a un génotype très homogène, l'Aigle martial varie considérablement en poids et en taille. Cette disparité peut être en partie expliquée par le dimorphisme sexuel et par les variations de conditions de vie entre les différentes populations. Des Aigles martiaux non sexés ont fait l'objet de plusieurs études, avec un poids moyen de 3,93 kg sur un échantillon de 17 oiseaux, 3,97 kg sur un échantillon de 20 oiseaux, et 4,23 kg sur un autre échantillon de 20 oiseaux, et le poids moyen des Aigles martiaux abattus par des garde-chasse au début du XXe siècle en Afrique du Sud était évalué à 4,71 kg,,,,. La fourchette de poids de l'Aigle martial recouvre celles de l'Aigle royal (Aquila chrysaetos) et de l'Aigle de Verreaux, et leur poids maximal est supérieur. Selon de nombreuses études, l'Aigle martial est en moyenne un peu plus lourd que l'Aigle de Verreaux, mais les poids moyens de l'Aigle martial et de l'Aigle royal sont identiques, à environ 4,17 kg. L'Aigle martial et l'Aigle royal sont ainsi à égalité en tant qu'aigles les plus lourds d'Afrique (mais pas en taille, la longueur et l'envergure de l'Aigle martial sont supérieures à celles de l'Aigle royal). Ils sont aussi les deux espèces d'Aquilinae les plus lourdes, et les sixièmes aigles les plus lourds du monde, derrière les trois espèces de pygargues, la Harpie féroce (Harpia harpyja) et le Pithécophage des Philippines (Pithecophaga jefferyi),,,,,.

### Dimorphisme sexuel
L'Aigle martial présente un fort dimorphisme sexuel. Alors que la femelle est plus grande que le mâle de 10% en taille, les différences de poids sont plus prononcées. Les mâles pèsent entre 2,2 kg et 3,8 kg. Sept mâles pesés en Afrique du Sud avaient un poids moyen de 3,17 kg et cinq d'un autre échantillon avaient un poids moyen de 3,45 kg,,. Douze mâles adultes de la réserve de Maasai Mara au Kenya ont été pesés avec un poids moyen de 3,45 kg. Les femelles pèsent entre 4,45 kg et 6,5 kg. Dans le sud de l'Afrique, sept femelles ont été pesées avec un poids moyen de 4,95 kg. Dans une autre étude, un poids moyen déclaré de 5,2 kg s'applique probablement à un échantillon constitué uniquement de femelles. Dans la réserve de Masai Mara, 7 femelles étudiées avaient un poids moyen de 4,67 kg. Il existe des rapports sur des mâles pesant 5,1 kg et des femelles ne pesant que 3,9 kg, mais il pourrait s'agir d'aigles au sexe mal identifié, ce qui n'est pas rare, à la suite d'erreurs sur le terrain,. Le dimorphisme sexuel en matière de poids est de 36 % en faveur des femelles, ce qui est inhabituellement disproportionné par rapport aux différences de tailles entre les sexes. En comparaison, l'Aigle criard (Clanga clanga), le membre des Aquilinae ayant le dimorphisme sexuel le plus prononcé, présente une différence de taille entre les sexes de 20 %, et une différence de poids comparable à celle de l'Aigle martial alors que ce dernier présente une différence de taille moitié moindre,.
La mesure de l'aile pliée des mâles est comprise entre 560 mm et 610 mm. Leur queue mesure entre 273 mm et 280 mm et leurs tarses entre 97 mm et 118 mm ; dans le même temps, les femelles ont une aile pliée entre 605 mm et 675 mm, une queue entre 280 mm et 300 mm et des tarses entre 114 mm et 130 mm. De manière générale, les proportions plus massives des femelles, leurs pattes plus robustes et leurs tarses plus longs peuvent parfois suffire à un observateur expérimenté pour déterminer le sexe d'un oiseau solitaire aperçu dans la nature,.

### Couleurs et identification
Le plumage de l'Aigle martial adulte est sombre sur le dos, la tête et le haut de la poitrine, parfois avec le bord des plumes un peu plus clair. Les plumes sombres peuvent apparaître grises, noirâtres ou un peu violettes selon l'éclairage. Le ventre est blanc, avec quelques rares taches brunes ou noires. Les couvertures sous les ailes sont brun sombre, les rémiges sont pâles et striées de noir, ce qui donne un aspect sombre aux ailes de l'adulte de manière générale. Le dessous de la queue a des stries similaires aux rémiges, le dessus est du même brun que le dos et les couvertures. Les yeux de l'Aigle martial adulte sont jaune vif, les cires et les pieds vert pâle et les serres noires. L'Aigle martial a une petite crête érectile, qui n'est généralement ni proéminente ni évasée (contrairement à celle de l'Aigle couronné) et apparaît généralement comme un arrière anguleux sur une tête autrement plate.
L'Aigle martial se perche dans une position très droite, où ses longues ailes couvrent complètement sa queue, si bien qu'il est souvent décrit comme « debout » plutôt qu'« assis » sur les branches où il se perche. En vol, il déploie de longues ailes larges, avec le bout arrondi et relativement étroit, qui peut avoir l'air pointu selon la manière dont l'aigle tient ses ailes. Il a un battement d'ailes flexible, et plane sur des ailes plates, ou levées en formant un léger dièdre. L'espèce passe souvent la plupart de ses journées en vol, probablement plus que tous les autres aigles d'Afrique, et souvent à une haute altitude,,.

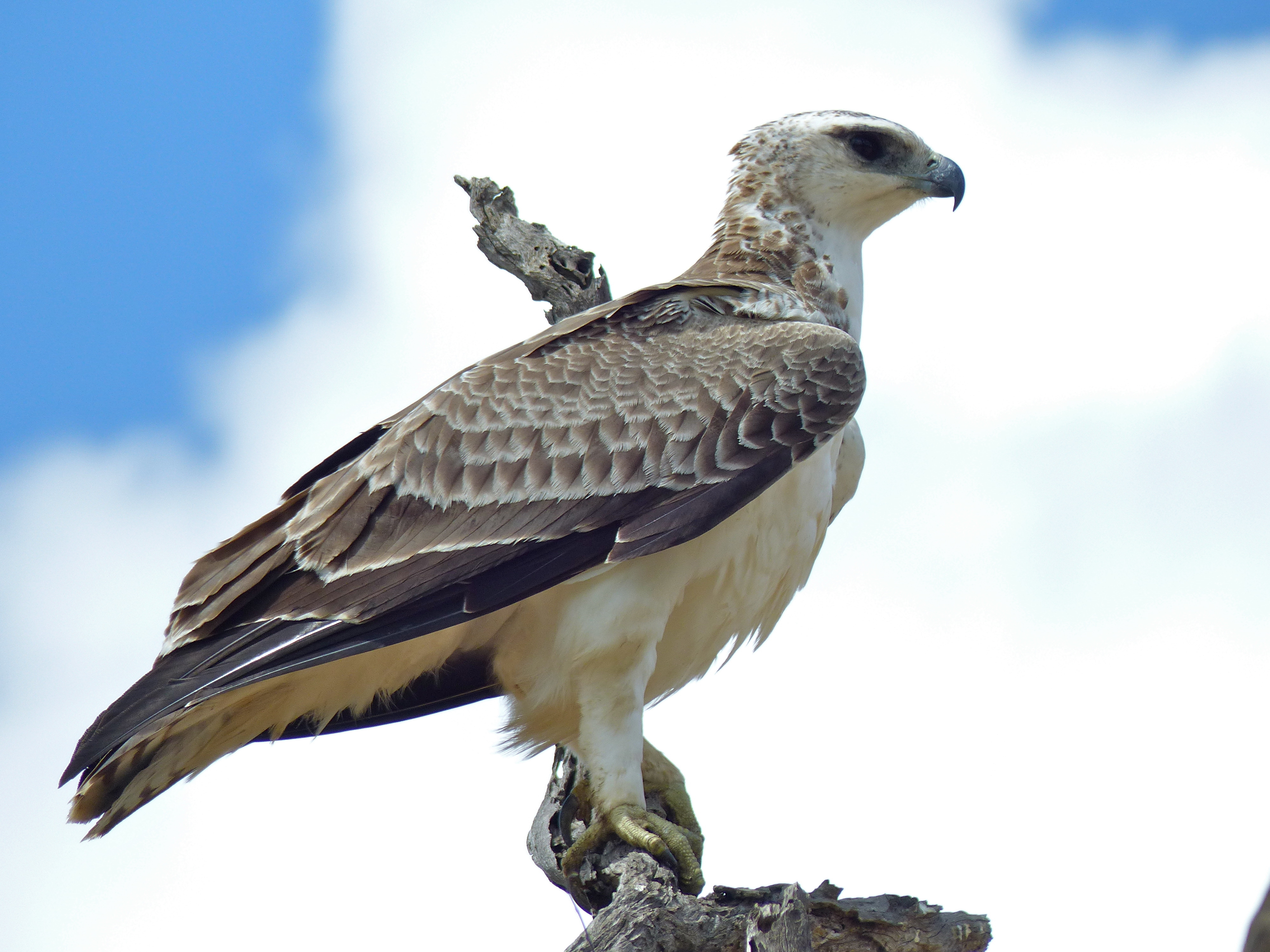
Juvénile.

L'Aigle martial juvénile a un plumage très différent, avec sur le haut un gris perle et beaucoup de blanc au bout des plumes, et des taches grises sur la nuque et le haut de la tête. Le dessous est entièrement blanc. Les couvertures alaires des juvéniles sont gris-brun et blanc, avec des rayures sur les primaires similaires à celles de l'adulte, mais plus claires et plus grises. Quand l'aigle atteint l'âge de quatre ou cinq ans, les plumes commencent graduellement à se tacheter de brun, mais le dos et la tête restent gris pâle. À cet âge, il peut y avoir de plus en plus de taches sur la gorge et la poitrine, qui finissent par se rejoindre, et des taches peuvent aussi apparaître sur l'abdomen. Les yeux des juvéniles sont marron foncé. L'Aigle martial atteint son plumage adulte dans sa septième année, et cette transition se fait très rapidement après plusieurs années à porter un plumage de juvénile sans changement,,.
Cette espèce présente plusieurs difficultés pour son identification. Le Circaète à poitrine noire (Circaetus pectoralis) a une coloration généralement similaire — malgré son nom, ce circaète a une poitrine et un ventre bruns, pas plus sombres que l'Aigle martial adulte — mais est visiblement plus petit, avec une tête plus ronde, de grands yeux, un abdomen sans tache et des pattes blanches sans plumes. En vol, le profil du circaète est cependant différent, laissant apparaître des rémiges blanches et non brunes. Les ailes sont également bien plus courtes et étroites, et la queue est plus grande. Pour les juvéniles, la confusion la plus fréquente implique les juvéniles de l'Aigle couronné, qui leur ressemblent un peu et se perchent aussi dans une position bien droite. Les proportions des Aigles couronnés sont différentes de celles des Aigles martiaux, avec des ailes bien plus courtes et une queue visiblement plus longue. L'Aigle couronné juvénile a la tête plus blanche, le dos plus contrasté, et des taches distinctives sur les cuisses et les jambes que l'Aigle martial n'a pas. En vol, en plus d'un profil différent de par la proportion des ailes et de la queue, l'Aigle couronné a des rémiges et une queue plus blanches et plus distinctement rayées. Les autres immatures des grands aigles d'Afrique sont plus sombres et plus tachetés, à la fois sur le dos et le ventre, que l'Aigle martial,.

### Physiologie de prédation

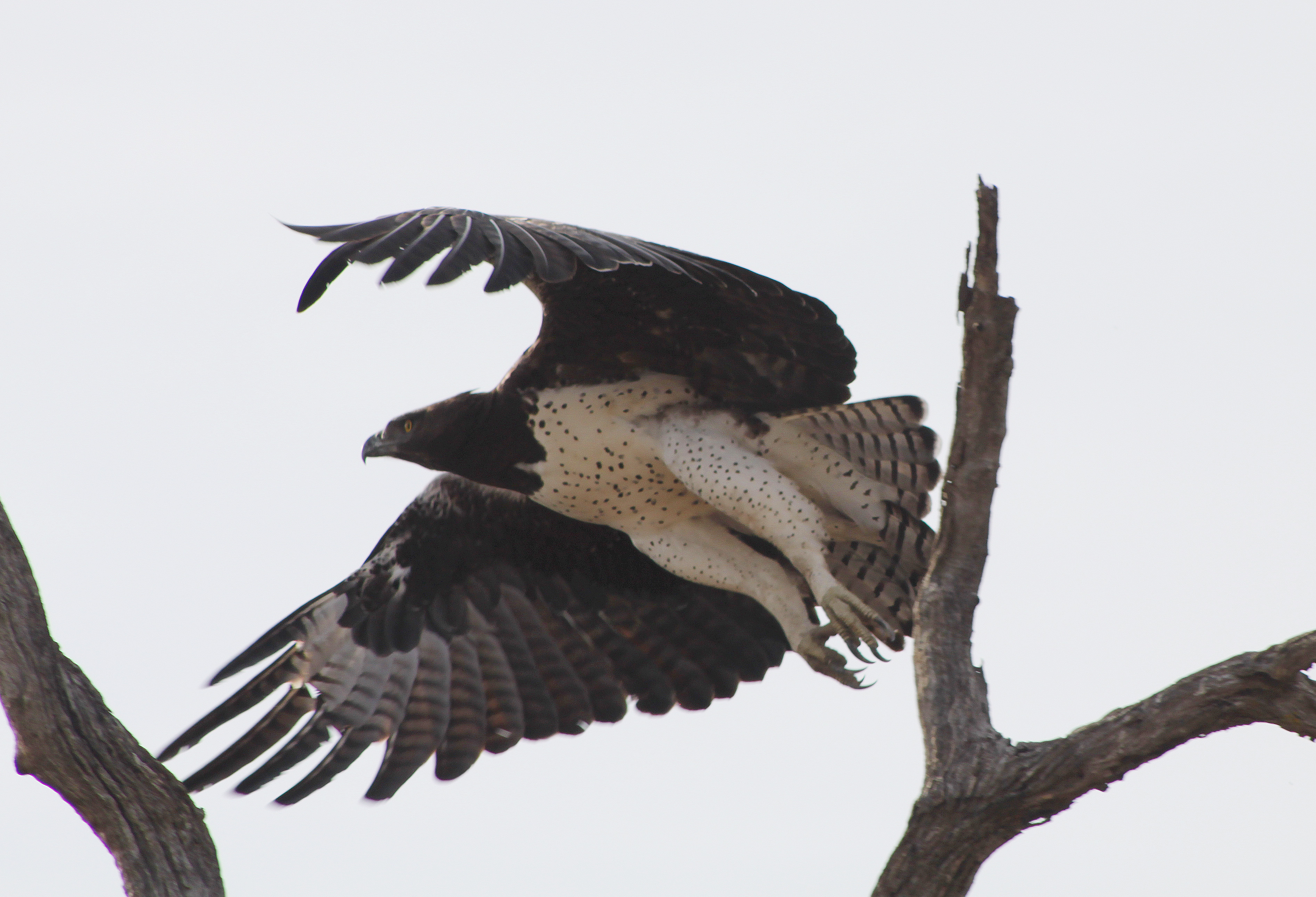
Envol d'un Aigle martial.

L'Aigle martial est connu pour son acuité visuelle remarquablement élevée, entre 3 et 3,6 fois celle de l'humain, partiellement due au fait que ses yeux sont presque aussi grands que ceux des humains avec une tête bien plus petite. Cela lui permet de repérer des proies potentielles à une grande distance, jusqu'à 5 ou 6 km,. Son acuité visuelle rivalise avec celle des aigles du genre Aquila et de certains des plus grands faucons,.
Les serres de l'Aigle martial sont d'une taille impressionnante et peuvent être presque aussi grandes — surtout chez les femelles adultes — que celles de l'Aigle couronné, malgré des orteils et des métatarses plus fins. Les Accipitridae tuent généralement leurs proies grâce à la longue serre acérée située au niveau de l'hallux et qui est la plus grande de leurs serres ; la longueur moyenne de la serre de l'hallux d'Aigles martiaux non sexés dans le parc national de Tsavo East au Kenya a été mesurée à 51,1 mm. En comparaison, la taille moyenne de la serre de l'hallux d'un large échantillon d'Aigles royaux a été mesurée à 51,7 mm. Les mesures des trois plus grandes serres de l'hallux chez des espèces d'aigles vivantes sont les suivantes : avec de petits échantillons, le Pithécophage des Philippines et l'Aigle couronné ont une serre l'un de 55,7 mm et l'autre de 55,8 mm, et la Harpie féroce une serre de 63,3 mm,,,. Sur un autre échantillon d'Aigles martiaux, on a calculé une taille moyenne de 47,4 mm chez 6 mâles et de 56,2 mm chez 7 femelles, avec une médiane de 52,3 mm, ce qui est la plus grande taille de serres des Aquilinae après l'Aigle couronné. La serre intérieure à l'avant du pied de l'Aigle martial est aussi très grande proportionnellement aux autres extrémités, et peut être presque aussi grande que la serre de l'hallux, voire atteindre la même taille. Cette serre a une taille moyenne de 46,1 mm, presque autant que celle de l'Aigle couronné qui mesure 47,4 mm. L'Aigle martial a aussi des tarses très longs, le quatrième plus long de toutes les espèces d'aigles vivantes et le plus long de la sous-famille des Aquilinae. C'est probablement une adaptation destinée à capturer des proies dans les herbes hautes, y compris des proies potentiellement dangereuses,. Le bec est d'une taille moyenne comparé aux autres grands aigles, la taille moyenne du culmen mesurée dans le parc de Tsavo East est de 43,7 mm. Il est plus grand que le bec moyen des grands aigles du genre Aquila, mais bien plus petit que celui des pygargues ou du Pithécophage des Philippines,,,,. L'intérieur du bec de l'Aigle martial est relativement grand, davantage que la plupart des autres Aquilinae à part l'Aigle lancéolé (Clanga hastata) et l'Aigle des steppes (Aquila nipalensis) en taille relative, ce qui indique une spécialisation permettant d'avaler entières de grandes proies,.

### Vocalisations
L'Aigle martial est discret et ne se fait pas entendre souvent. Peu d'activité sonore est entendue pendant sa période de reproduction. Les sons de contact enregistrés entre membres d'un couple sont un petit sifflement ko-wee-oh émis par les oiseaux généralement quand ils sont perchés. Des cris similaires sont émis par les femelles quand les mâles leur apportent de la nourriture, et répétés par les aiglons au nid. Pendant les manifestations aériennes de défense de leur territoire, et parfois quand ils sont perchés, les adultes peuvent aussi émettre un puissant lee-klee-klooeee-klooeee-kulee. Cet appel territorial peut être entendu sur de longues distances. Les jeunes récemment envolés peuvent aussi émettre ce cri. Un petit quolp peut aussi être échangé par les couples autour du nid, peut-être comme appel de contact,,. En comparaison, l'Aigle couronné est beaucoup plus bruyant, en particulier en période de reproduction.

## Habitat
L'Aigle martial possède une certaine capacité d'adaptation à différents habitats, mais il préfère les forêts ouvertes, les lisières de forêts, les savanes boisées et le veld. Des Aigles martiaux ont été observés à des altitudes jusqu'à 3 000 m, mais ce n'est pas une espèce montagnarde, et les Aigles martiaux ne dépassent généralement pas les 1 500 m d'altitude,. L'Aigle martial évite les forêts denses à canopée et les déserts très arides. Il est ainsi largement absent des forêts primaires de Guinée et du Congo, malgré sa préférence de nidification dans des arbres hauts. L'Aigle martial peut cependant habiter des forêts dotées d'ouvertures. Par exemple, dans un recensement des oiseaux du Kenya, de manière surprenante, 88 % des Aigles martiaux habitaient des zones très boisées, où la pluviométrie annuelle était supérieure à 250 mm. Dans le sud de l'Afrique, ils se sont adaptés à des environnements plus ouverts que dans le reste de leur aire de répartition, comme les zones semi-désertiques, les collines boisées, et dans une adaptation plus récente aux constructions humaines, les environs des pylônes électriques. Dans les zones désertiques de Namibie, ils favorisent les rivières éphémères qui ne coulent qu'occasionnellement mais permettent à de grands arbres de pousser,.
L'Aigle martial semble préférer les zones inoccupées ou protégées. Dans le désert du Karoo en Afrique du Sud, il évite les zones modérément ou densément cultivées, et les zones recevant beaucoup de pluie en hiver. Une étude sur la fréquentation des zones protégées et non protégées par les rapaces diurnes a indiqué que l'Aigle martial est repéré deux fois plus fréquemment dans les zones protégées que dans les zones non protégées pendant la saison sèche et au moins trois fois plus fréquemment pendant la saison humide.

## Comportement
L'Aigle martial passe un temps exceptionnellement long dans les airs, et s'envole souvent au-dessus des collines assez haut pour que des jumelles soient nécessaires pour l'observer. Quand ils ne sont pas en période de reproduction, les deux adultes d'un couple passent du temps seuls dans des arbres hauts à plusieurs kilomètres de leur nid, probablement pour chasser pendant plusieurs jours dans les environs, puis changer d'endroit quand les proies viables sont épuisées,. Les Aigles martiaux, en particulier les adultes, préfèrent les zones peu dérangées, car le choix des proies y est plus divers et la présence humaine — que les Aigles martiaux n'aiment pas — y est réduite. L'Aigle martial est solitaire et ne semble pas tolérer la présence d'un autre membre de son espèce dans les environs, sauf pour les couples en période de reproduction. Cette espèce est plus farouche vis-à-vis des humains que les autres grands aigles d'Afrique, mais peut voler au-dessus des zones habitées de temps en temps. Les Aigles martiaux observés en-dehors de leur habitat traditionnel sont généralement des immatures nomades. Un Aigle martial bagué alors qu'il était immature a été repéré 5 ans et demi plus tard à 130 km du lieu de baguage. Un autre aigle bagué alors qu'il était encore au nid s'est déplacé de 180 km en 11 mois.

## Régime alimentaire

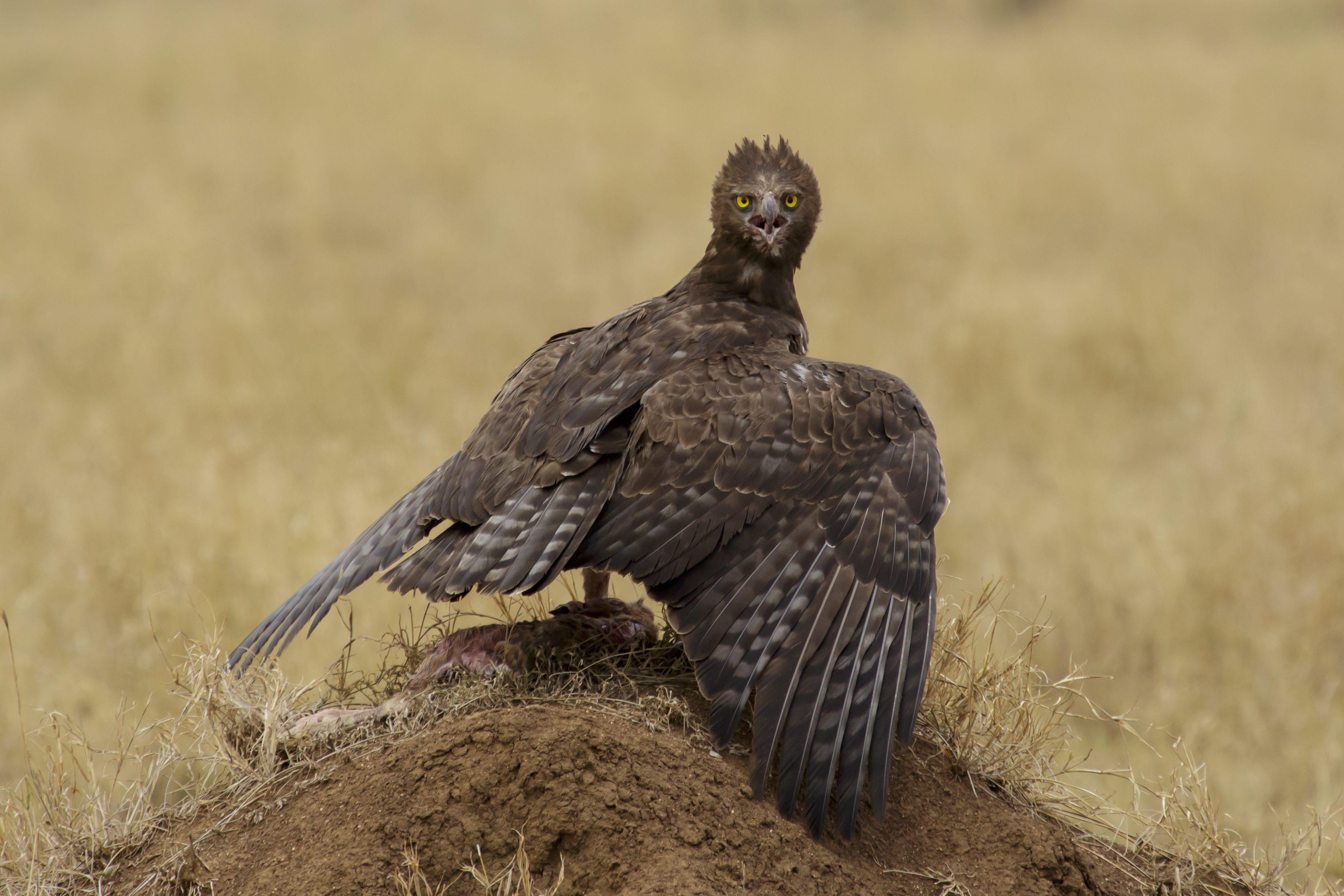
Aigle martial dans le parc national du Serengeti en Tanzanie. Septembre 2015.

L'Aigle martial est l'un des oiseaux prédateurs les plus puissants du monde. Ses taches sur le ventre et son efficacité et sa férocité lui valent parfois le surnom de « léopard des airs ». L'Aigle martial est un superprédateur, situé tout en haut de la chaîne alimentaire dans son environnement. Son nom commun, son nom latin et ses dénominations dans la plupart des langues régionales africaines font référence à la guerre et reflètent sa force, son agressivité et son caractère infatigable en chasse. Cette agressivité, qui peut rivaliser avec celle de l'Aigle couronné, contraste avec le reste de son comportement où il se montre généralement timide et prudent,,. Des Aigles martiaux ont été observés en train de charger des ongulés adultes bien plus grands qu'eux et s'attaquer à leurs têtes et leurs flancs, peut-être pour séparer les adultes de leurs petits et s'emparer de ces derniers,. Cet aigle peut aussi s'attaquer à un éventail très large de proies potentiellement dangereuses, y compris des animaux qui sont eux-mêmes des prédateurs agressifs, comme les varans, les serpents venimeux, les chacals et les félins de taille moyenne. Les aigles adultes chassent des proies plus grandes et plus dangereuses que les immatures, profitant probablement d'une plus grande expérience de chasse de ces proies. L'Aigle martial chasse le plus souvent en volant en cercles au-dessus de sa zone de chasse. Quand son excellente vision lui permet de repérer une proie, il plonge rapidement pour la capturer par surprise, la proie étant souvent incapable de voir l'aigle avant qu'il ne soit trop tard, même s'il n'est pas à couvert,. L'Aigle martial utilise généralement de longs plongeons obliques, mais si la proie est repérée dans un espace plus clos, il peut tomber dessus plus directement. Au moment de l'impact, il déploie ses pattes vers l'avant, et tue souvent ses proies à l'impact, de manière similaire aux grands faucons,. Il peut repérer ses proies entre 3 et 5 km de distance mais cela peut aller jusqu'à 6 km. Il peut parfois chasser à l'affût depuis un perchoir ou caché dans la végétation près d'un point d'eau. Si la première tentative rate, il peut reprendre son vol et en faire une autre, en particulier si sa cible n'est pas dangereuse. Si elle présente un risque, comme les mammifères carnivores, les serpents venimeux ou les grands ongulés, et qu'elle se rend compte trop vite de la présence de l'aigle, il abandonne la chasse,. De manière inhabituelle pour un aigle de cette taille, il peut rarement planer au-dessus de ses proies en chassant. Cette méthode peut être utilisée si la proie est dangereuse : de la même manière, d'autres grands aigles peuvent, peu fréquemment, planer autour de carnivores comme les canidés et plonger dessus si la proie fait l'erreur de pointer sa bouche vers le sol ; l'aigle, hors de portée de ses crocs, attrape sa victime sur le dos et contrôle le cou avec l'autre patte jusqu'à ce que l'hémorragie provoquée par les serres permette de tuer la proie,. Les proies, y compris les oiseaux, sont généralement tuées au sol, et moins souvent dans les arbres. Les oiseaux grands et lents peuvent être attrapés en vol, en particulier les oiseaux aquatiques comme les hérons, les cigognes ou les oies. Si la proie est trop grande et trop lourde pour être emportée, les membres d'un couple d'Aigles martiaux peuvent y retourner pendant plusieurs jours en se reposant à proximité. En période de nidification, le couple démembre sa proie et apporte les membres au nid. Le plus gros de la proie qui reste au sol est abandonné aux charognards,.
Le régime alimentaire de l'Aigle martial varie beaucoup avec la disponibilité des proies, et dépend largement des opportunités. Les mammifères, les reptiles et les oiseaux peuvent être tour à tour les principales proies de l'Aigle martial dans une même zone, sans préférence globale,. Dans certaines zones, les mammifères comme les oiseaux peuvent représenter 80 % du choix des proies,. Plus de 170 espèces ont été recensées comme proies de l'Aigle martial, ce qui est plus que le spectre global des proies des autres grands Aquilinae d'Afrique, et ce nombre pourrait ne pas inclure certaines proies des populations d'aigles peu étudiées de l'ouest et du centre de l'Afrique,. La taille des proies est très diverse, mais en général, les proies pesant moins de 0,5 kg sont ignorées par l'Aigle martial, et seulement 15 % des espèces qu'il chasse ont un poids moyen inférieur à ce nombre. La majorité des études indique que le poids moyen des proies de l'Aigle martial se situe entre 1 et 5 kg,. Dans l'une d'elles, le poids moyen était de 1,2 kg, et une autre étude basée sur l'alimentation de l'Aigle martial dans le Réseau des lacs du Kenya dans la vallée du Grand Rift et dans le parc de Masai Mara a aussi conclu à un poids moyen légèrement supérieur à 1,2 kg pour les proies de l'espèce. Cependant, la moyenne est bien plus élevée selon d'autres études. Dans ce qui est largement l'étude la plus étendue de l'alimentation de l'Aigle martial, menée dans la Province du Cap en Afrique du Sud, le poids moyen de ses proies a été estimé à 2,26 kg. Dans le parc national de Tsavo East au Kenya, un poids moyen similaire a été calculé, à environ 2,31 kg. Le poids moyen des proies dans une autre étude au Masai Mara est encore plus élevée, la médiane des moyennes des proies pour les deux sexes se situant à peu près à 2,9 kg. Même si la majorité des proies de l'Aigle martial ne pèse sûrement pas plus de 5 kg, il peut régulièrement chasser des animaux jusqu'à 12 voire 15 kg,,. Il y a des indices d'une répartition des proies, par taille ou par espèce, entre les deux sexes, ce qui est courant chez les rapaces ayant un fort dimorphisme sexuel comme l'Aigle martial. Par exemple, dans les zones où les grands varans font partie des proies principales, il ne commencent à apparaître parmi les proies rapportées aux nids que quand les Aigles martiaux femelles reprennent la chasse à la fin de la période de reproduction. L'espèce a été utilisée dans une étude basée sur des photos web-sourcées pour explorer son régime dans toute son aire de répartition en Afrique, qui a donné de nouveaux détails sur les différences de régime alimentaire selon les régions, ainsi qu'une différence entre les adultes et les immatures : les adultes chassent davantage d'oiseaux que les immatures. Le dimorphisme sexuel de la prédation a été vérifié par des études dans la vallée du Grand Rift et le parc du Masai Mara. Selon l'une d'elles, le poids moyen des proies des mâles est de 744 g et celui des femelles est de 1,375 kg. Dans le Masai Mara, le poids moyen des proies est bien plus élevé à la fois pour les mâles (1,98 kg) et pour les femelles (3,74 kg).

### Mammifères
Les mammifères représentent les proies les plus diverses de l'Aigle martial, avec plus de 90 espèces recensées. Dans la province du Cap, le Lièvre du Cap (Lepus capensis), au poids moyen de 2,1 kg, domine le choix de proies de l'aigle en représentant 53 % de ses proies. D'autres lagomorphes, comme le Lièvre roux de Smith (Pronolagus rupestris), le Lièvre de savane africain (Lepus victoriae), et le plus grand Lièvre des buissons (Lepus saxatilis) qui pèse en moyenne 3,6 kg, sont souvent chassés dans les environs du Cap et en-dehors,,. Dans le parc national du Maasai Mara, la proie identifiée la plus régulièrement, dans 17,3 % des 191 proies étudiées — en particulier chez les mâles pour qui cela représente 23,9 % des proies — est un mélange de Lièvres du Cap et de Lièvres des buissons, avec un poids moyen estimé à 2,54 kg. La plupart des rongeurs sont ignorés par l'Aigle martial, probablement parce qu'ils sont trop petits, mais il arrive que cet aigle chasse de grandes quantités de Xérus du Cap (Xerus inauris) et de Xerus rutilus,,. Le poids moyen des rongeurs chassés par l'Aigle martial varie beaucoup, de 0,14 kg pour le Rat des marais d'Afrique du sud (Otomys irroratus) à 3,04 kg pour le Lièvre sauteur et même 4 kg pour le Grand aulacode (Thryonomys swinderianus),,. Selon des observations, l'Aigle martial peut chasser la Roussette paillée africaine (Eidolon helvum), la deuxième plus grande chauve-souris africaine avec un poids de 0,28 kg, ainsi que des galagos de tailles variables mais pesant généralement moins d'1 kg, mais les mammifères qu'il chasse ont généralement tendance à être plus grands,.
Localement, les Aigles martiaux chassent un grand nombre de damans. Ces proies sont si attractives qu'elles peuvent pousser les aigles à changer de tactique pour des chasses prenant plus de temps d'observation depuis un perchoir, afin de capturer un Daman du Cap dans des formations rocheuses ou un Daman des arbres dans un arbre, alors que l'Aigle martial préfère généralement capturer ses proies au sol depuis le ciel. Avec un poids moyen entre 2,2 et 3,14 kg, les damans peuvent fournir un repas consistant à une famille d'aigles, et font partie des plus grandes proies apportées au nid par les mâles,,,. Le Pangolin de Temminck (Smutsia temminckii) fait aussi partie des proies de l'Aigle martial, mais on ne sait pas exactement comment ni à quel âge ils sont chassés, sachant qu'un pangolin adulte peut peser 11,6 kg et porte une carapace de kératine qui peut résister aux mâchoires d'un lion quand l'animal se roule en posture défensive,,.
Bien qu'il chasse beaucoup moins les singes que l'Aigle couronné, l'Aigle martial chasse au moins 14 espèces de singes. Les singes les plus souvent chassés sont le Grivet (Chlorocebus aethiops), le Vervet (Chlorocebus pygerythrus) et le Malbrouck (Chlorocebus cynosuros), avec des poids moyens respectifs de 2,8 kg, 4,12 kg et 4,53 kg. Ils sont des proies de choix à cause de leur occupation de la savane, leur habitude de se nourrir au sol et leur activité principalement diurne,,,. Ces singes possèdent des cris d'alarme spécifiques à l'arrivée d'un Aigle martial, différents de ceux qu'ils poussent s'ils repèrent par exemple un léopard,. L'Aigle martial chasse aussi le Cercopithèque blanc-nez (Cercopithecus petaurista, d'un poids moyen de 3,1 kg), le Cercopithèque de Lowe (Cercopithecus lowei, avec un poids moyen de 4,3 kg),, et aussi des singes plus grands comme le Mangabey de la Tana (Cercocebus galeritus) et le Colobe bai (Piliocolobus badius),. Des attaques d'Aigles martiaux sur des babouins juvéniles ont été observées en particulier chez les Babouins olive (Papio anubis),,,. Il y a eu au moins une attaque d'Aigle martial sur un humain dans un but de chasse, ce qui fait de l'Aigle martial l'un des seuls oiseaux de proie chassant des humains. En 2019, un jeune garçon a été tué et trois autres enfants blessés par une attaque d'Aigle martial immature dans le village éthiopien de Gaashaamo.
Un large choix de mammifères carnivores fait aussi partie des proies de l'Aigle martial. Les mangoustes sont notamment bien représentées dans son régime alimentaire : l'Aigle martial chasse à peu près toutes les espèces de mangoustes, de la petite Mangouste naine du Sud (Helogale parvula) qui pèse en moyenne 0,27 kg, à la grande Mangouste à queue blanche (Ichneumia albicauda) qui peut peser 4,14 kg à l'âge adulte,,. Cependant la plupart de ces mangoustes sont plutôt petites et fuient rapidement vers leurs terriers, elles sont donc davantage chassées par les aigles mâles, plus petits et plus agiles. Dans le sud de l'Afrique, les Suricates (Suricata suricatta), avec un poids moyen de 0,72 kg, représentent au moins 9,6 % des carcasses de proies dans la Province du Cap, et la Mangouste grise (Galerella pulverulenta), d'un poids moyen de 0,75 kg, représente en moyenne 7,2 % des proies dans la région du Cap,,. Selon des données compilées dans la Grande vallée du Rift et dans le Masai Mara, la Mangouste rayée (Mungos mungo), la plus grande mangouste sociale de savane avec un poids moyen de 2,12 kg, est la troisième proie préférée de l'Aigle martial après les francolins et les lièvres. L'Aigle martial réussit généralement à capturer ces mangoustes, mais un cas a été observé où un Aigle martial immature a emporté une mangouste dans un arbre, le mâle dominant du groupe de mangoustes a réussi à escalader l'arbre et à récupérer la mangouste encore vivante pour la ramener à l'abri,. D'autres carnivores de taille similaire sont susceptibles d'être chassés par l'Aigle martial, comme la Zorille commune (Ictonyx striatus) avec un poids moyen de 0,83 kg, ou plusieurs espèces de genettes dont le poids moyen est deux fois supérieur à celui de la zorille,,. Les canidés sont également régulièrement chassés. Dans la province du Cap, 72 Otocyons (Otocyon megalotis), d'un poids moyen de 4,1 kg ont été trouvés dans des carcasses de proies, et 85 % étaient des adultes,. 5 adultes de Renard du Cap (Vulpes chama), d'environ 2,9 kg, faisaient aussi partie des proies,. Même le plus grand Chacal à chabraque (Canis mesomelas) peut faire partie des proies, généralement des jeunes,,,. Les chiens domestiques adultes de petite taille peuvent parfois aussi être tués par l'Aigle martial. Les Aigles martiaux peuvent aussi attraper des petits de Lycaon (Lycaon pictus) quand ils sortent de leur tanière. Même si c'est moins fréquent, plusieurs espèces de félidés font partie du régime de l'Aigle martial. Des adultes de Chat domestique et de son ancêtre le Chat sauvage d'Afrique (Felis lybica), d'un poids moyen de 4,3 kg, font partie de ses proies,. Il chasse aussi des félins plus grands comme le Caracal (Caracal caracal) et le Serval (Leptailurus serval), généralement des jeunes mais parfois aussi des adultes,,,,. Des attaques semblent également avoir lieu sur de jeunes grands félins : l'Aigle martial est considéré comme un prédateur potentiel des jeunes Léopards (Panthera pardus) et un prédateur confirmé des jeunes Lions (Panthera leo) et Guépards (Acinonyx jubatus), mais il abandonne rapidement si les mères sont présentes,,,,. Il peut s'attaquer aussi à d'autres carnivores comme la Civette africaine (Civettictis civetta) et les juvéniles du Protèle (Proteles cristata),.
Bien que tous les Accipitridae à travers le monde chassent de jeunes ou de petits ongulés, aucun ne les chasse autant que l'Aigle martial, qui compte plus de 30 espèces d'ongulés parmi ses proies, ce qui est davantage que l'Aigle couronné ou l'Aigle royal. Cependant, pour ces trois espèces d'aigles, les ongulés comptent pour plus de 30 % de leur régime alimentaire,,,. Dans le parc national Kruger, l'Aigle martial est le seul considéré comme un prédateur majeur d'ongulés
. La majorité des ongulés chassés par l'Aigle martial sont de petites espèces d'antilopes, ou des jeunes d'espèces plus grandes. Dans le Masai Mara, les jeunes ongulés représentent une part important du régime des aigles femelles : les faons d'Impala (Aepyceros melampus), d'un poids moyen de 7,5 kg, représentent 34,2 % des proies des femelles (et 13,6 % des proies en général), et les faons de Gazelle de Thomson (Eudorcas thomsonii), d'un poids moyen de 3,5 kg, représentent 15,1 % des proies des femelles (et 10,5 % des proies en général). De jeunes Gazelles de Grant (Nanger granti), d'un poids moyen de 9,02 kg, sont parfois aussi chassées par les aigles femelles du Masai Mara. Pour les faons d'Impala, qui pèsent déjà 5,55 kg à la naissance, l'Aigle martial est considéré comme leur seul prédateur significatif parmi les oiseaux,. Des faons d'autres espèces d'antilopes peuvent aussi faire partie de ses proies, comme le Bubale (Alcelaphus buselaphus), le Damalisque à front blanc (Damaliscus pygargus), le Sassabi (Damaliscus lunatus), le Springbok (Antidorcas marsupialis), les gazelles du genre Eudorcas, la Gazelle de Waller (Litocranius walleri), l'Imbalala (Tragelaphus sylvaticus), la Péléa (Pelea capreolus), le Cobe de Buffon (Kobus kob) et le Cobe de montagne (Redunca fulvorufula) ; ces faons pèsent entre 2,6 kg pour les gazelles et 11 kg pour les sassabis,,,,,,,. Il peut aussi chasser les petits du Phacochère (Phacochoerus africanus), dont il est le seul prédateur significatif parmi les Accipitridae, et du Potamochère du Cap (Potamochoerus larvatus),,.
Bien qu'il chasse principalement les faons, l'Aigle martial peut aussi attaquer certaines petites antilopes adultes. Il est localement un grand chasseur de Dik-diks, une des plus petites antilopes, dont toutes les espèces sont vulnérables à l'Aigle martial. Dans le parc national de Tsavo Esat, le Dik-dik de Kirk (Madoqua kirkii) est sa seconde proie la plus représentée, et il a été estimé qu'au moins 86 de ces dik-diks ont été chassés pendant une année par deux couples d'Aigle martiaux. Avec un poids moyen de 5 kg, un dik-dik peut fournir un repas consistant à une famille d'aigles. D'autres petites antilopes, comme le Suni de Zanzibar (Neotragus moschatus) d'un poids moyen de 4,95 kg et le Céphalophe bleu (Philantomba monticola) d'un poids moyen de 4,93 kg, sont probablement aussi chassées facilement par l'Aigle martial,,. Il peut aussi attaquer des aultes d'espèces plus grandes, pesant entre 7 et 15 kg, comme les Raphicères (Raphicerus), l'Oréotrague (Oreotragus oreotragus), le Céphalophe du Natal (Cephalophus natalensis) et l'Ourébi (Ourebia ourebi),,,,,. La plus grande antilope chassée par l'Aigle martial est le Céphalophe de Grimm (Sylvicapra grimmia) qui peut peser entre 15 et 25 kg. Cependant, une céphalophe femelle adulte a été étranglée par un Aigle martial ; elle pesait environ 37 kg, ce qui en fait l'une des plus grandes proies chassées par un rapace sur le continent africain, toutes espèces de rapaces confondues. Très peu d'autres rapaces sont capables de tuer des proies plus grandes : parmi elles, l'Aigle d'Australie, capable de tuer des moutons et des femelles de Kangourou roux (Macropus rufus) pesant jusqu'à 50 kg, l'Aigle couronné qui chasse des antilopes de taille similaire, et l'Aigle royal capable de tuer des biches d'espèces pesant entre 50 et 70 kg, et apparemment de tuer des veaux domestiques pesant jusqu'à 114 kg,,,,.

### Oiseaux
En comparaison avec la diversité et la taille des mammifères chassés par l'Aigle martial, les oiseaux qu'il chasse peuvent sembler moins impressionnants, mais la morphologie de l'aigle, avec une grande surface d'ailes, un dimorphisme sexuel prononcé et de longs orteils, indique que l'espèce est au moins partiellement spécialisée dans la chasse des oiseaux. Les biologistes considèrent qu'à taille égale, les oiseaux sont plus difficiles à chasser que les mammifères. Plus de 50 espèces d'oiseaux ont été identifiées comme proies de l'Aigle martial,,. La plupart de ces oiseaux sont des oiseaux terrestres de taille moyenne, comme les pintades, les francolins et les outardes. Au total, plus d'une douzaine d'espèces de galliformes et d'outardes ont été identifiées comme proies de l'Aigle martial,,. Quand il attaque ces oiseaux terrestres, qui sont faciles à effrayer et qui fuient rapidement le danger en s'envolant, l'Aigle martial essaie toujours de les attraper à terre comme pour les mammifères. Si la cible s'envole, l'attaque échoue, mais l'aigle peut tenter de surprendre les mêmes oiseaux plus tard. Au Niger, sa proie la plus fréquente est la Pintade de Numidie (Numida meleagris), d'un poids moyen de 1,29 kg. Il chasse aussi régulièrement d'autres pintades à d'autres endroits comme la Pintade vulturine (Acryllium vulturinum) ou la Pintade de Pucheran (Guttera pucherani),. Les pintades et les francolins sont considérées comme les proies les plus nombreuses de l'Aigle martial dans le Parc national Kruger. Dans le parc national de Tsavo East, l'Outarde houppette (Lophotis ruficrista), peut-être la plus petite outarde chassée par cet aigle avec un poids moyen de 0,67 kg, est la proie la plus chassée par l'Aigle martial, apparaissant dans 39 % des restes de ses proies. Selon les données compilées dans la vallée du Rift et dans le Masai Mara, le Francolin coqui (Peliperdix coqui) est la proie la plus régulièrement identifiée, et selon une autre étude, la Pintade de Numidie représente 12 % de la nourriture de l'Aigle martial dans le Masai Mara,. Des outardes de taille moyenne, comme l'Outarde de Hartlaub (Lissotis hartlaubii) d'un poids moyen de 1,2 kg et l'Outarde de Vigors (Eupodotis vigorsii) d'un poids moyen de 1,7 kg constituent souvent des proies secondaires respectivement dans le parc de Tsavo East et dans la province du Cap,,. Bien qu'il ne les chasse pas massivement, l'Aigle martial est aussi un des prédateurs principaux des plus grandes outardes, dont l'Outarde de Ludwig (Neotis ludwigii) d'un poids moyen de 3,44 kg, l'Outarde de Denham (Neotis denhami) d'un poids moyen de 5,07 kg, et même l'Outarde kori (Ardeotis kori), sans doute la plus lourde de toutes les outardes avec un poids moyen de 8,43 kg,,,. Les attaques sur les Outardes kori mâles, les proies aviaires les plus grosses de l'Aigle martial, encore plus gros que les femelles avec un poids moyen de 11,1 kg, peuvent être extrêmement longues. Un combat entre un Aigle martial et une Outarde kori mâle s'est terminée par une blessure à la patte pour l'aigle et une hémorragie fatale pour l'outarde, dont le corps a été récupéré par un chacal le lendemain matin.
L'Aigle martial a une préférence pour les oiseaux terrestres, mais il attaque aussi un grand nombre d'oiseaux aquatiques. Plusieurs Anseriformes font partie de ses proies, comme la Tadorne à tête grise (Tadorna cana) d'un poids moyen de 1,18 kg, le Canard à bec jaune (Anas undulata) d'un poids moyen de 1 kg, ainsi que l'Oie-armée de Gambie (Plectropterus gambensis), la plus grande espèce d'ansériforme d'Afrique avec un poids moyen de 4,43 kg, et même la très agressive Ouette d'Égypte (Alopochen aegyptiaca), d'un poids moyen de 1,76 kg, qui fait partie des principales proies de l'Aigle martial dans le parc national Kruger,,,,,. Le poids moyens des Ouettes d'Égypte ciblées par les aigles étant plus proche de 3,5 kg, l'Aigle martial s'attaque davantage aux mâles qu'aux femelles. Des oiseaux aquatiques plus grands font aussi partie des proies de l'Aigle martial, dont des hérons, des aigrettes, des flamants, des cigognes, des ibis, des spatules et des grues,,,,. Le nombre et la diversité des cigognes chassées par l'Aigle martial est particulièrement impressionnant : il chasse 8 espèces de cigognes, du petit Bec-ouvert africain (Anastomus lamelligerus) d'un poids moyen de 1,08 kg à la plus grande espèce, le Jabiru d'Afrique (Ephippiorhynchus senegalensis) d'un poids moyen de 6,16 kg et d'une taille de 1,5 m. Des naturalistes ont observé une demi-douzaine d'attaques, dans différentes zones d'Afrique, de Cigogne blanche (Ciconia ciconia) d'un poids moyen de 3,45 kg,,. À part trois attaques d'Œdicnème tachard (Burhinus capensis) d'un poids moyen de 0,42 kg et du plus petit Vanneau couronné (Vanellus coronatus), les petits vanneaux et les autres oiseaux de rivage ne semblent pas être considérés comme des proies par l'Aigle martial,,.
Parmi les autres proies aviaires de l'Aigle martial, on trouve les poussins de l'Autruche (Struthio camelus) d'un poids moyen de 4,5 kg, mais l'attaque des petits déclenche généralement une réaction violente des parents. L'aigle martial peut aussi chasser des Pterocliformes, des pigeons et des colombes, des calaos et des corvidés,,,,. À part quelques captures d'autres rapaces, l'une de ses proies les plus impressionnantes est le Bucorve du Sud (Bucorvus leadbeateri), probablement le plus grand calao du monde avec un poids moyen de 3,77 kg,. L'Aigle martial peut parfois capturer de petits passereaux, qui constituent des proies exceptionnellement petites, les plus petites de tous les aigles confondus. Parmi ces passereaux peuvent se trouver le Travailleur à bec rouge (Quelea quelea) d'un poids moyen de 18,6 g et le Républicain social (Philetairus socius) d'un poids moyen de 27,4 g, les larges colonies de ces oiseaux étant susceptibles d'attirer presque tous les oiseaux de proie d'Afrique,,.

### Reptiles

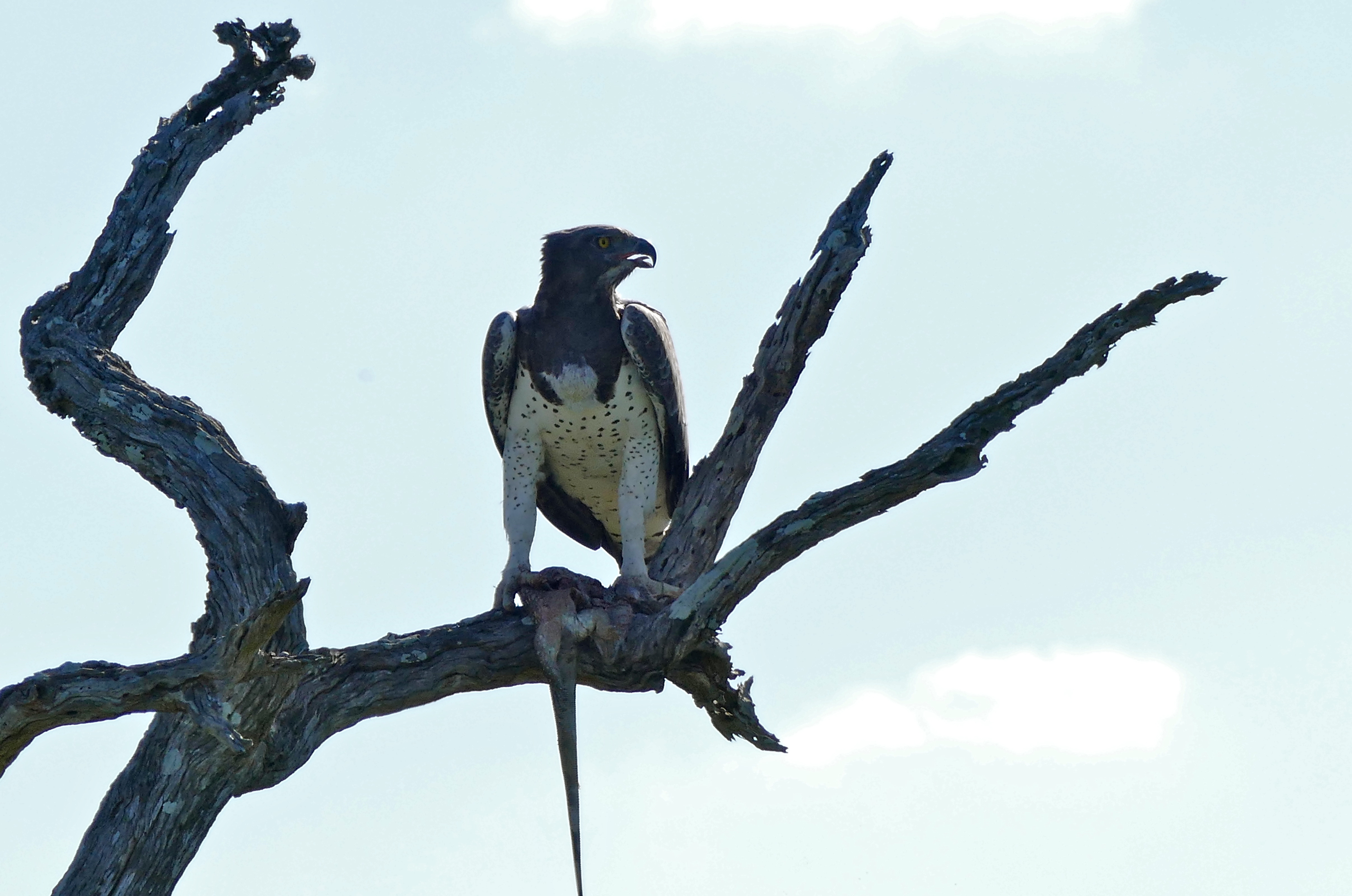
Aigle martial mangeant un lézard (Varanus albigularis).

Les reptiles peuvent tenir une place importante dans le régime de l'Aigle martial, qui est connu pour chasser plus de reptiles que les autres grands Aquilinae d'Afrique. Il semble qu'il n'attaque que des reptiles de grande taille et potentiellement dangereux ; les très longs et minces tarses de l'Aigle martial pourraient être une adaptation destinée à chasser ces reptiles,. Selon une analyse photographique, les reptiles et plus particulièrement les varans adultes représentent 21 % de 239 proies étudiées. Dans l'ancienne province du Transvaal au nord-est de l'Afrique du Sud, les reptiles sont les proies principales et les varans représentent presque la moitié des proies. Une petite étude au Zimbabwe indique que 69 % de 39 proies étaient des varans. Les principales cibles de l'Aigle martial sont de grands varans comme le Varan des steppes d'Afrique orientale (Varanus albigularis), le Varan du Nil (Varanus niloticus) et le Varan des savanes (Varanus exanthematicus),,. Ce sont les plus grands lézards d'Afrique, avec un poids moyen compris entre 3,1 kg et 6,3 kg, et ils peuvent constituer des proies redoutables mais nourrissantes,,. C'est pourquoi ils sont souvent chassés en embuscade par les aigles femelles,,. Cela peut dégénérer en longue lutte, au cours de laquelle l'aigle tente d'agripper la peau épaisse du varan tout en contrôlant son cou pour éviter ses mâchoires puissantes, mais l'aigle sort généralement vainqueur de ses combats contre les grands lézards,.
D'autres reptiles peuvent parfois faire partie de ses proies. Dans le parc national Kruger, les reptiles en général constituent 38 % des restes de proies d'Aigle martial. Il s'agit de varans mais aussi de nombreuses espèces de serpents. Dans d'autres endroits, le cobra Naja annulifera peut aussi faire partie de ses proies. L'Aigle martial peut aussi chasser les petits du Python de Seba (Python sebae), le plus grand serpent africain. Il peut aussi chasser la Tortue bosselée (Psammobates tentorius) et peut-être la Tortue de Bell (Kinixys spekii),,. Dans un cas documenté, un Crocodile du Nil (Crocodylus niloticus) de 90 cm a été capturé et emporté par un Aigle martial.

### Prédation inter-espèces
Pour les prédateurs, y compris les rapaces, l'Afrique subsaharienne est peut-être l'environnement le plus compétitif du monde actuel. La grande diversité des espèces de rapaces présentes dans cette zone les a forcées à s'adapter en se spécialisant, avec des différences morphologiques qui leur permettent de se reposer sur des choix de proies distincts, des méthodes de chasse différentes et des habitats ou des habitudes de nidification différentes,,,. Les grands aigles qui dominent la chaîne alimentaire en Afrique sont l'Aigle martial, l'Aigle de Verreaux et l'Aigle couronné, qui peuvent être aussi concurrents entre eux. Ces trois espèces se rencontrent dans le sud et l'est de l'Afrique, où les trois aigles chassent des proies dont le poids est compris entre 1 et 5 kg, mais elles divergent fortement en matière de préférence d'habitat, de nidification et de méthode de chasse. L'Aigle de Verreaux niche et chasse dans les zones rocheuses des inselbergs pour rester proche de sa proie favorite, le Daman des rochers, et chasse en surprenant sa proie sur les pentes inégales. L'Aigle couronné préfère les forêts matures, niche dans les grands arbres et chasse surtout depuis un perchoir en attendant pendant de longues périodes que des singes passent à sa portée. Bien que les trois espèces puissent s'attaquer localement au Daman des rochers, leurs différences d'habitat et de nidification sont suffisamment grandes pour leur permettre de ne pas se faire concurrence,,,,,. La masse moyenne des proies de l'Aigle de Verreaux est similaire à celle de l'Aigle martial, plusieurs études l'estimant entre 1,82 kg et 2,6 kg,. Le poids moyen des proies de l'Aigle couronné dans le sud de l'Afrique est aussi similaire, mais dans l'ouest, comme par exemple en Côte d'Ivoire, il est bien plus élevé avec 5,67 kg, ce qui est probablement le poids moyen de proies le plus élevé de tous les rapaces du monde,. Ailleurs, les poids moyens des proies des grands Aquilinae est beaucoup plus faible que celui des plus grandes espèces africaines : celui des proies de l'Aigle ibérique (Aquila adalberti) est de 0,45 kg et celui de l'Aigle d'Australie est de 1,3 kg, et de nombreuses études du régime de l'Aigle royal indique un poids moyen de 1,61 kg pour ses proies,,.
Trois aigles africains de taille moyenne sont plus similaires à l'Aigle martial en matière d'habitat et localement de choix de proies : l'Aigle fascié (Aquila spilogaster, 1,47 kg), l'Aigle ravisseur (Aquila audax, 2,25 kg) et le Bateleur des savanes (Terathopius ecaudatus, 2,2 kg),,. La biologie de ces aigles et de l'Aigle martial a été comparée dans le parc national de Tsavo East au Kenya, où les quatre espèces chassent régulièrement le Dik-dik de Kirk, bien qu'aucune des trois autres espèces ne le chasse autant que l'Aigle martial, et que l'Aigle ravisseur et le Bateleur des savanes récupèrent probablement des dik-diks chassés par d'autres aigles. L'étude montre que le Bateleur des savanes et l'Aigle ravisseur ont même un choix d'espèces plus large et capturent aussi des proies plus petites, et qu'il leur arrive aussi de se nourrir de charognes, contrairement à l'Aigle martial, ou de voler des proies d'autres rapaces, ce qui est très courant pour l'Aigle ravisseur. L'Aigle fascié chasse des proies similaires à celles de l'Aigle martial, mais n'entre pas en conflit avec lui à cause de sa plus petite taille et sa préférence pour les aires boisées plus denses. Dans le parc de Tsavo East, 29 % des proies de l'Aigle ravisseur et 21 % de celles du Bateleur des savanes sont identiques à celles de l'Aigle martial. Dans l'est de l'Afrique, la saison de reproduction n'est pas la même entre ces différentes espèces, le Bateleur des savanes nidifie beaucoup plus tôt que les autres, et le pic de nidification de l'Aigle fascié est un peu plus tardif. La pression envers leurs proies communes comme les dik-diks est ainsi partagée au cours de l'année. Le Bateleur et l'Aigle ravisseur peuvent tuer des proies jusqu'à 4 kg et l'Aigle fascié — dont les pieds et les serres sont plus larges malgré sa petite taille — jusqu'à 5 kg, mais ils sont trop petits pour chasser régulièrement des proies vivantes de la même taille que celles de l'Aigle martial, surtout que les serres du Bateleur et de l'Aigle ravisseur sont relativement petites même en comparaison de leurs tailles, et ne leur permettent donc pas de s'attaquer à de grosses proies,,. Sa grande taille et ses larges ailes rendent l'Aigle martial un peu moins agile en vol, il peut donc être victime de cleptoparasitisme et se faire voler ses proies par des aigles plus petits, en particulier l'Aigle ravisseur. D'autres rapaces peuvent voler la nourriture de l'Aigle martial, comme le Bateleur des savanes, l'Aigle de Verreaux et le Vautour oricou (Torgos tracheliotos). En comparaison avec leur agressivité en chasse, les Aigles martiaux sont étonnamment passifs quand ils sont victimes de cleptoparasitisme, peut-être pour éviter de gaspiller de l'énergie dans des disputes pour une nourriture qu'ils peuvent remplacer,. Les Léopards peuvent aussi, rarement, voler les proies de l'Aigle martial, mais l'Aigle martial peut aussi voler de petites proies aux Léopards et aux Guépards,. Un Aigle martial a déjà volé une proie (un Daman des rochers) à un Gypaète barbu (Gypaetus barbatus). Les proies sont partagées par une large gamme de prédateurs, que ce soit d'autres aigles ou de plus grands rapaces, ou de nombreux mammifères. Certains mammifères carnivores comme le Caracal ont un régime alimentaire similaire à l'Aigle martial,. Le Grand-duc de Verreaux (Bubo lacteus) est une autre espèce à noter parmi les concurrents à l'Aigle martial, car il s'agit du plus grand hibou d'Afrique avec un poids de 2,1 kg, et sa distribution et son habitat sont presque identiques à ceux de l'Aigle martial,, : il est parfois considéré comme l'équivalent écologique nocturne de l'Aigle martial. Malgré une grande ressemblance entre leurs régimes, il existe cependant des différences : le Grand-duc de Verreaux chasse une grande quantité de hérissons qui ne se retrouvent pas dans le régime de l'Aigle martial, ainsi que de rats-taupes. Si on ajoute à cela leurs périodes d'activité différentes et le fait que le Grand-duc de Verreaux ne pèse que la moitié du poids de l'Aigle martial, leur concurrence n'a probablement pas beaucoup d'impact sur les deux espèces,.
L'Aigle martial chasse d'autres rapaces de temps en temps, à peine plus que l'Aigle de Verreaux et l'Aigle couronné,. En comparaison, l'Aigle royal chasse bien plus souvent les autres rapaces. C'est peut-être dû au fait qu'il vit sous un climat plus froid où les proies sont moins nombreuses, et qu'il doit donc s'attaquer davantage à des animaux dangereux, tandis que les aigles de la riche biosphère africaine n'en ont pas autant besoin,,. Plusieurs espèces de rapaces ont cependant été identifiées comme proies de l'Aigle martial : le Faucon lanier (Falco biarmicus, 0,61 kg, le Faucon pèlerin (Falco peregrinus, 0,72 kg), le Grand-duc africain (Bubo africanus, 0,65 kg) dont 6 carcasses ont été retrouvées dans un nid à Tsavo East, l'Autour chanteur (Melierax canorus, 0,67 kg), le Vautour charognard (Necrosyrtes monachus, 2,64 kg) dans au moins un cas après une bataille en vol, le Vautour à tête blanche (Trigonoceps occipitalis, 4,17 kg), et même le plus grand rapace africain, le Vautour chassefiente (Gyps coprotheres, 9,28 kg),,,,,.
L'Aigle martial est un superprédateur et n'est donc généralement pas lui-même victime de prédation. Il existe une vidéo censée montrer un léopard tuant un Aigle martial, mais il s'agit en fait d'un Pygargue vocifer (Icthyophaga vocifer) immature, et qui était peut-être déjà au sol pour des raisons inconnues. Il existe des cas rares mais documentés de caracals tuant des Aigles martiaux endormis pendant la nuit, en grimpant aux arbres et en sautant dessus par surprise,,. Un Ratel a été observé en train de tuer un Aigle martial adulte. Il est possible que des léopards chassent aussi l'Aigle martial en embuscade, mais cet aigle est connu pour être très prudent et un individu en bonne santé peut généralement s'échapper assez vite des dangers potentiels pendant la journée. Il y a peu d'informations sur la prédation des nids d'Aigles martiaux, à part par les humains, et les ouvrages ne recensent aucun pillage bien qu'il soit probable qu'il y en ait.

## Territorialité
Bien qu'il passe la plus grande partie de son existence dans les airs, l'Aigle martial adulte a des manifestations de défense de son territoire particulièrement peu spectaculaires. Les adultes, soit les mâles soit les deux membres d'un couple, se contentent de décrire des cercles en l'air et d'appeler autour de leur territoire, ou ils se perchent près du nid et appellent leurs aiglons. Comparé aux autres Aquilinae d'Afrique, il effectue très peu de « danses » aériennes où il ondule ou fait des manœuvres remarquables dans le ciel, mais des exemples ont été recensés, généralement avec seulement le mâle effectuant de faibles ondulations,,. Quand ils décrivent des cercles ensemble, la femelle peut se retourner et montrer ses serres, mais les Aigles martiaux ne sont pas connus pour effectuer le mouvement de « roue » où ils s'attrapent les pieds et descendent en tournoyant, un mouvement considéré initialement comme faisant partie de la parade nuptiale, mais désormais considéré comme territorial,.
Les territoires des Aigles martiaux peuvent beaucoup varier en taille, la moyenne est estimée entre 125 et 150 km2 dans l'est et le sud de l'Afrique avec une distance moyenne de 11 à 12 km entre deux nids. Dans le parc national Kruger, la taille moyenne du territoire d'un couple est de 144 km2 et la distance moyenne entre deux nids de 11,2 km. Dans le Parc national de Namib-Naukluft en Namibie, le territoire d'un couple est en moyenne de 250 km2. Dans le Parc transfrontalier de Kgalagadi, la distance entre deux nids varie entre 15,1 km dans la vallée de la rivière Auob à 31,3 km dans la zone intérieur des dunes. Sur le plateau de Nyika au nord du Malawi, la distance moyenne entre les nids est de 32 km et un seul nid d'Aigle martial a été repéré dans une zone qui contenait quatre nids d'Aigle couronné. Dans les zones protégées de l'ouest de l'Afrique, le territoire moyen de l'Aigle martial varie entre 150 et 300 km2. Alors qu'il est relativement rare dans cette zone en comparaison de l'est et du sud de l'Afrique, son territoire peut être aussi vaste que dans certaines régions du Kenya avec 300 km2, mais les territoires les plus grands recensés se trouvent au sud de l'Afrique. Dans le Parc national Hwange au Zimbabwe, les territoires d'Aigles martiaux peuvent aller de 225 à 990 km2 et la distance moyenne entre deux nids est de 37 km. Dans les années 1990, environ 100 couples d'Aigles martiaux vivaient et se reproduisaient dans le parc Hwange,. Cette disparité des tailles de territoires est probablement due aux différences de nourriture disponible et de dérangement des habitats,.

## Reproduction
L'Aigle martial se reproduit à différents mois selon l'endroit où il vit. Il est considéré comme se reproduisant tôt par rapport à la moyenne des rapaces d'Afrique subsaharienne, mais se reproduit bien plus tard que le Bateleur des savanes,,. La saison des amours a lieu de novembre à avril au Sénégal, de janvier à juin au Soudan, d'août à juillet au nord-est de l'Afrique, et quasiment toute l'année dans l'est et le sud de l'Afrique mais plus souvent d'avril à novembre. La saison de reproduction coïncide ainsi sur la plupart de sa distribution avec le milieu de la saison humide, ou le début ou la fin de la saison sèche, de manière à ce que l'élevage des jeunes ne se fasse pas pendant les fortes pluies,.

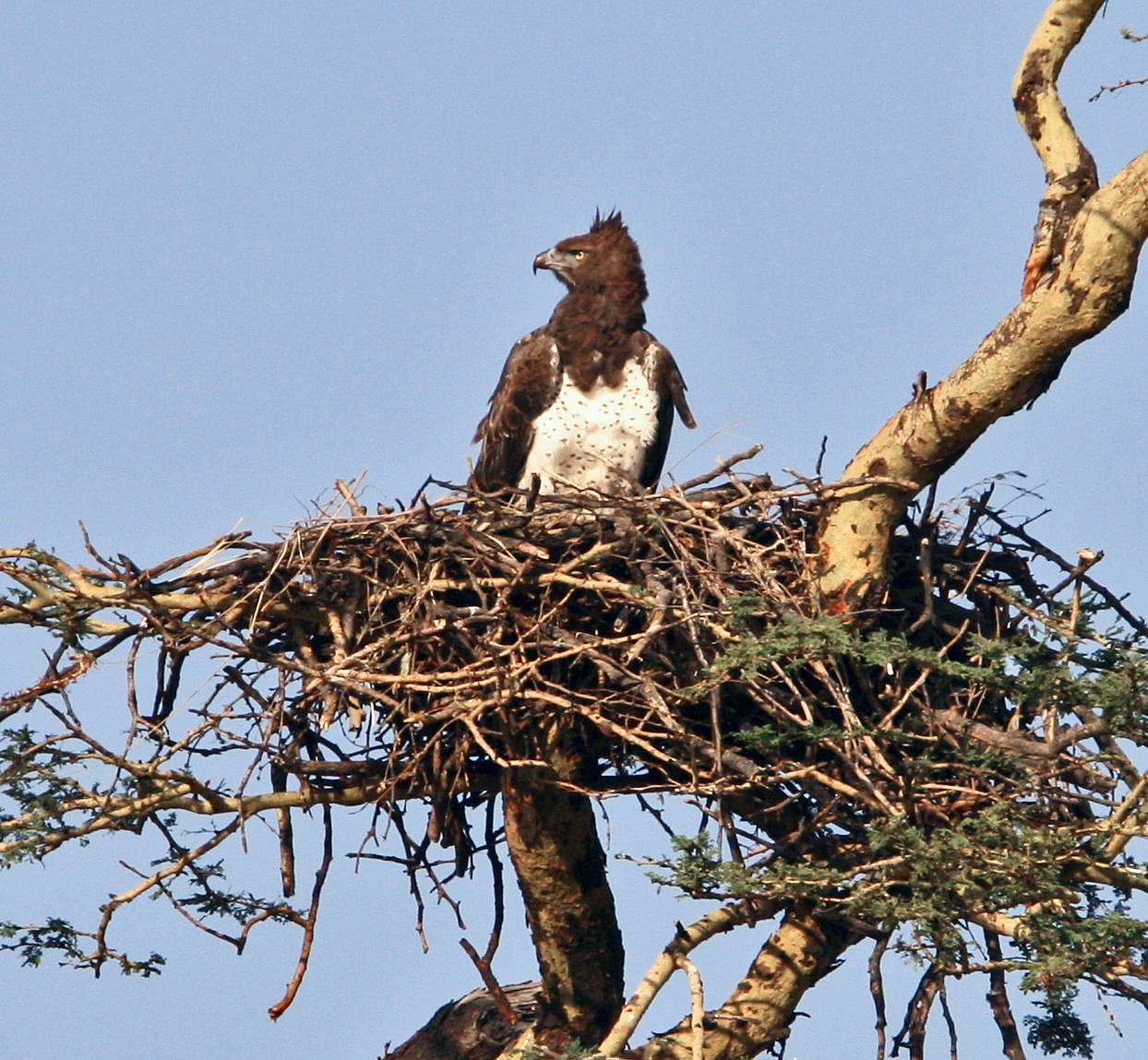
Aigle martial sur son nid.

L'Aigle martial construit son nid dans de grands arbres, souvent plus grands que les autres arbres des environs. Le nid est généralement placé au niveau de l'embranchement principal de l'arbre, entre 6 et 20 m du sol, mais des nids ont été observés de 5 à 70 m, les hauteurs les plus grandes correspondant à des nids au sommet des arbres. Il n'a pas de préférence pour une espèce d'arbre, mais il fait souvent son nid dans un arbre difficile à escalader, par exemple avec des branches épineuses, peu de branches basses, ou un tronc lisse,,. Dans le parc transfrontalier de Kgalagadi, presque tous les nids étaient situés dans des Vachellia erioloba, des arbres très épineux apparentés aux acacias, dans la savane. Dans le sud de l'Afrique, la plupart des nids sont à moins de 15 m du sol. Les arbres utilisés sont aouvent au bord d'une falaise, d'une vallée ou au sommet d'une colline ; un nid a été trouvé dans une grotte. Dans le Désert du Karoo en Afrique du Sud, les Aigle martiaux peuvent faire leurs nids sur des pylônes électriques. Localement, quand l'abattage des plus grands et plus vieux arbres est très important, les pylônes fournissent aux aigles un moyen de nicher en remplacement des arbres disparus,,. Le nid est un grand assemblage hétéroclite de branches. Dans sa première année de construction, il mesure entre 1,2 et 1,5 m de diamètre et environ 0,6 m de profondeur. Après avoir été utilisé et reconstruit pendant plusieurs années, il peut mesurer plus de 2 m de diamètre et de profondeur. Il peut être décoré de feuilles vertes. Le trou central du nid mesure entre 0,4 et 0,5 m de diamètre. En moyenne, le nid de l'Aigle martial est un peu plus petit que celui de l'Aigle couronné, et comparé aux nids contruits par d'autres aigles dans des arbres, il est très large pour une faible profondeur, surtout quand il vient d'être construit. La construction d'un nouveau nid peut prendre plusieurs mois, et dans certains cas, le couple connaît une période de deux mois pendant laquelle ils reviennent au nid chaque jour mais uniquement pour le décorer de feuilles vertes. La réparation d'un nid existant prend en moyenne deux à trois semaines. La plupart des couples utilisent un seul nid — contrairement à la plupart des aigles des zones tempérées qui peuvent avoir plusieurs nids alternatifs —, et l'utiliser jusqu'à 21 ans d'affilée, mais il peut aussi leur arriver de construire un second nid. Un couple a construit ou réparé jusqu'à 7 nids pendant 17 ans au Zimbabwe, mais ils n'ont niché que pendant 5 ans,.
L'Aigle martial a un rythme de reproduction lent. La femelle pond un œuf, plus rarement deux, tous les deux ans environ. Les pontes de deux œufs n'ont été observées qu'en Afrique du Sud et une fois en Zambie, et le plus jeune aiglon ne survit généralement pas, voire n'éclot pas, sauf si le premier meurt,. Les œufs d'Aigle martial sont ovales arrondis, de couleur blanche ou bleu-vert pâle. Parfois, ils sont marqués de taches brunes ou grises. La taille moyenne d'un œuf d'Aigle martial mesurée sur 57 œufs est de 79,9 mm par 63,4 mm, avec une longueur qui varie entre 72 et 87,5 mm et une largeur entre 60 et 69 mm. Ce sont les plus gros œufs pondus par un Aquilinae, seulement un peu plus gros que ceux de l'Aigle de Verreaux ou de l'Aigle royal, et beaucoup plus gros que ceux de l'Aigle couronné,,,. L'œuf est couvé de 45 à 53 jours. La femelle s'occupe de la majeure partie de l'incubation, mais le mâle peut la relayer jusqu'à trois heures par jour,. Si des humains s'approchent du nid, la femelle reste fermement assise dessus et ne s'enfuit que si la menace atteint le nid. Contrairement à l'Aigle couronné, l'Aigle martial ne semble pas mener d'attaques défensives contre les humains qui s'approchent de son nid, et se contentent d'abandonner le nid jusqu'à ce que la menace s'éloigne, comme les aigles du genre Aquila. Cependant, s'ils sont eux-mêmes piégés ou encerclés, les Aigles martiaux peuvent réagir très agressivement face aux humains jusqu'à ce qu'ils n'en soient plus capables. Dans certaines anecdotes rapportées par d'anciens journaux de chasse, des accidents de chasse se sont terminés par un Aigle martial arrachant le chair de la jambe d'un garde-chasse jusqu'à l'os et lui cassant les bras avec ses puissantes serres. Ces anecdotes sont potentiellement exagérées, mais la férocité de l'Aigle martial acculé a probablement influencé son nom,,,. Une fois l'œuf éclos, le mâle peut s'occuper de temps en temps de l'aiglon, mais n'a jamais été observé le nourrissant lui-même. Il se contente d'apporter des proies à la femelle qui les répartit entre elle-même et son petit. Sept semaines après l'éclosion, la présence de la femelle au nid se réduit beaucoup et elle reprend la chasse. Elle devient alors la principale pourvoyeuse de proies, même si le mâle continue d'en apporter. Elle reste près du nid jusqu'à ce que l'aiglon ait ses plumes. Le mâle, même s'il apporte occasionellement de la nourriture, est rarement observé près du nid une fois que la femelle a repris sa chasse,. Dans un cas inhabituel, un mâle immature avec un plumage d'un ou deux ans a été observé aidant une femelle adulte à s'occuper de son petit, sans qu'on sache s'il était le père de l'aiglon ou s'il remplaçait un adulte décédé, mais il a ensuite été observé se reproduisant avec la femelle l'année suivante. Les cas d'oiseaux immatures se reproduisant sont généralement considérés comme un signe de pression sur la population locale.
L'aiglon nouvellement éclos a une robe bicolore, gris foncé au-dessus et blanc dessous, qui s'éclaircit au bout de quatre semaines et le bas passe du blanc au gris pâle. À sept semaines, le bas est recouvert de plumes, et l'aiglon est complètement recouvert de plumes à dix semaines, bien qu'à ce stade les plumes permettant de voler ne soient pas encore développées. L'aiglon nouveau-né est faible et peu actif et commence à devenir plus actif au bout de 20 jours. Il commence à se nourrir lui-même entre 9 et 11 semaines, et commence à s'entraîner à remuer vigoureusement les ailes vers 10 semaines. Comme pour l'Aigle couronné, les aiglons mâles sont plus actifs que les femelles et commencent probablement à s'envoler plus tôt. Un aiglon mâle a été observé commençant à s'envoler très tôt, à 75 jours, mais il est possible que plus généralement, ils commencent à moins de 90 jours. La plupart des estimations placent le premier envol entre 96 et 109 jours avec une moyenne à 99 jours. Après son premier envol, l'aiglon retourne au nid pour plusieurs jours, et s'entraîne progressivement à voler de plus en plus loin de son nid,,. Même en montrant des signes d'indépendance de plus en plus importants, comme voler ou commencer à chasser, dans certains cas extrêmes les juvéniles peuvent rester aux soins de leurs parents pendant 6 à 12 mois de plus. Typiquement, ils restent auprès de leurs parents pendant environ 3 mois après leur envol. Même en pouvant voler, le juvénile continue de demander de la nourriture à ses parents quand il les voit. Parfois, le jeune aigle conçu à la saison de reproduction précédente peut encore être présent quand ses parents commencent la suivante. Les juvéniles peuvent retourner auprès de leurs parents pendant 3 ans, mais il est peu probable que ces derniers les nourrissent encore,. Cependant les juvéniles de l'Aigle martial s'envolent bien plus tôt que ceux de l'Aigle couronné, et contrairement à ces derniers, peuvent voler à plusieurs kilomètres de leur nid 3 ou 4 mois après leur premier vol. Leur longue péride de dépendance peut expliquer que les Aigles martiaux se reproduisent seulement une année sur deux.
Le taux de succès de la reproduction est variable et dépend de la combinaison de plusieurs facteurs, comme la disponibilité des proies, la pluviométrie et la distance par rapport aux activités humaines,. Au Kenya dans les années 1960, le taux de succès pour obtenir un aigle capable de voler était de 72 % pour tous les œufs et de 48 % pour toutes les tentatives. Les couples ont produit entre 0,25 et 1 jeune par couple avec un résultat moyen de 0,55,,. Lors d'une étude sur les nids en Namibie nommée Namibian Nest Record Scheme, où les jeunes ont été surveillés pendant deux mois, le taux de succès a été estimé à 83 % soit cinq tentatives réussies sur six. Dans le parc transfrontalier de Kgalagadi en Afrique du Sud, 38 des 53 tentatives de reproduction d'Aigles martiaux ont réussi sur des années consécutives, avec une moyenne de 0,43 aiglon par couple et par an. Pour 63 couples, une moyenne de 0,51 aiglon par couple a été calculée dans l'ancienne province du Transvaal. Le taux de reproduction des Aigles martiaux est considéré comme exceptionnellement erratique, mais les changements d'habitudes de reproduction dans les derniers siècles pourraient être influencés par la sensibilité de cette espèce aux perturbations humaines ainsi que les persécutions qu'elle subit,,. La reproduction peut avoir lieu sur quatre années consécutives ou n'arriver qu'une seule fois en trois ans, contrairement au rythme bi-annuel régulier des Aigles couronnés. Un couple étudié pendant 18 ans au Zimbabwe avait un taux de reproduction de 0,44 mais avec de grandes irrégularités : 3 œufs en 4 pontes, puis seulement deux pontes en 9 ans, puis plus aucun aiglon avant de recommencer la reproduction et de donner naissance à 5 aiglons en 5 années consécutives,,,.

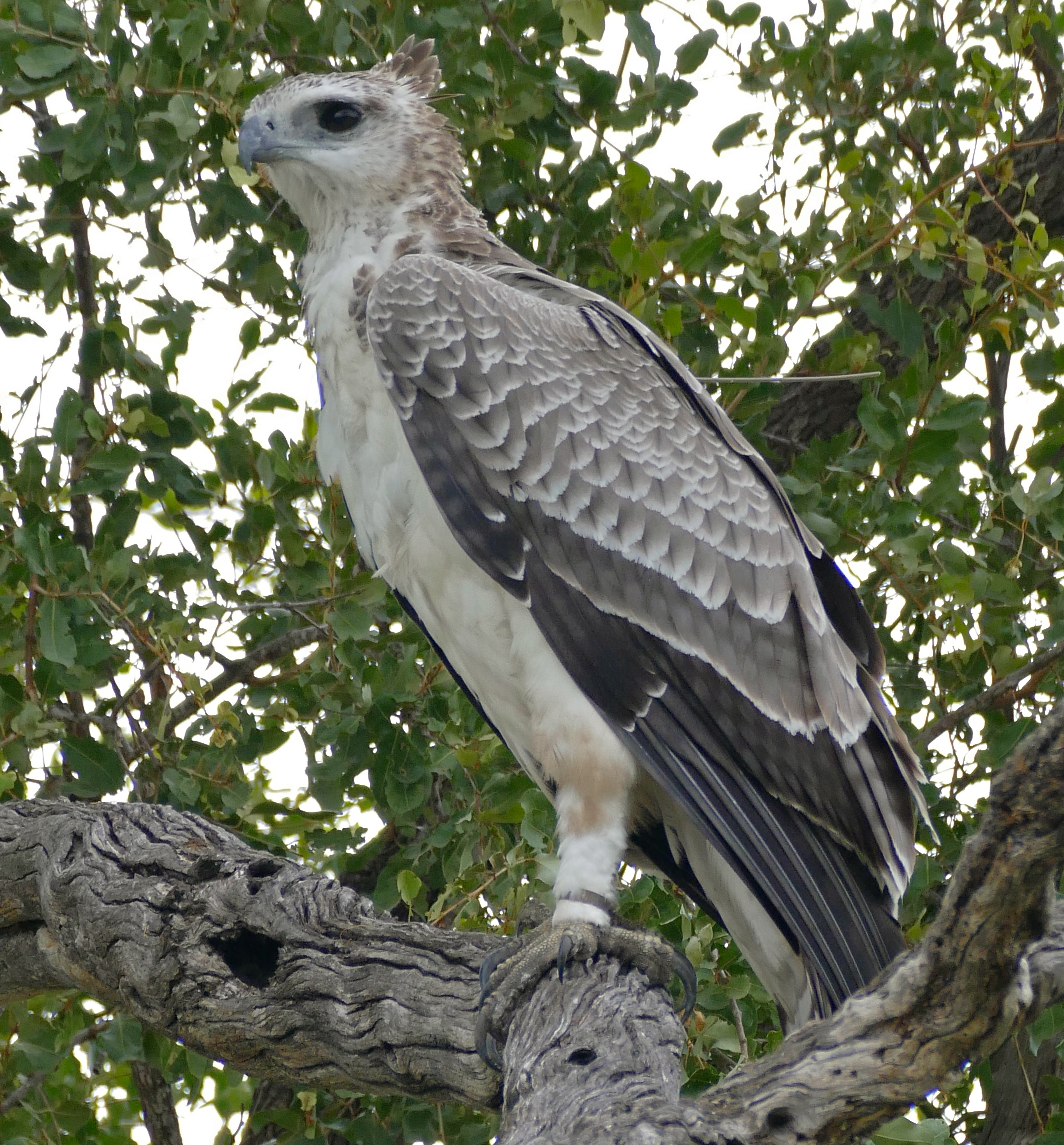
Juvénile dans le Parc national Kruger, Afrique du Sud.

L'Aigle martial immature doit attendre en moyenne quatre ans avant sa première saison de reproduction. Une fois séparé de ses parents, il passe la plupart de son temps à rechercher des sources de nourriture et améliorer ses techniques de chasse. Un jeune aigle a été vu en train d'attraper et de jeter des bâtons, un jeu qui peut aussi constituer un entraînement à la chasse,. N'ayant pratiquement pas de prédateurs ou d'autres menaces naturelles, l'Aigle martial possède une grande longévité, estimée entre 12 et 14 ans. Le record de longévité pour un aigle sauvage de cette espèce est de 31,4 années. Cependant, comme il ne se reproduit généralement pas avant l'âge de 6 ou 7 ans, et que ses tentatives de reproduction sont irrégulières, l'Aigle martial est très improductif et le taux de remplacement de sa population est très faible.

## Conservation et menaces
L'Aigle martial est probablement naturellement rare à cause de ses grands territoires et de son faible taux de reproduction, mais l'espèce a subi un déclin majeur dans les dernières années, largement dû aux humains. Son statut de conservation est passé à « espèce quasi menacée » en 2009, puis « espèce vulnérable » en 2013, et enfin « espèce en danger » en 2020. Dans l'ancienne province du Transvaal en Afrique du Sud, le nombre total d'Aigles martiaux était estimé à 1 500 au milieu du XXe siècle, mais est tombé à moins de 500 dans les années 1990. L'Aigle martial et le Bateleur des savanes sont considérés comme les aigles africains dont la population a le plus diminué, un fait déjà visible cinquante ans avant les années 2010,. Dans de nombreuses zones où ils entrent en contact avec des humains, la population des Aigles martiaux a beaucoup diminué à cause des persécutions humaines par les tirs ou l'empoisonnement. La raison de ces persécutions est que ces aigles sont considérés comme une menace pour le bétail, mais en réalité, les animaux domestiques ne représentent qu'une faible proportion du régime alimentaire de l'Aigle martial, alors que la présence d'aigles est plutôt le signe d'un environnement sain. Dans la province du Cap, le bétail domestique ne représente que 8 % des proies de l'Aigle martial. Cela ne prend cependant pas en compte le fait que l'Aigle martial peut aussi se nourrir de charognes et que certains oiseaux, notamment les jeunes, se nourrissent régulièrement sur des carcasses de bétail, laissant croire qu'ils sont responsables de leur mort,. 76 % des Aigles martiaux morts — la plupart clairement tués par des tirs — apportés au Muséum d'histoire naturelle du Zimbabwe étaient des immatures, ce qui laisse entendre que les immatures sont plus enclins à utiliser le bétail comme source de nourriture. Il est cependant vrai que l'Aigle martial attaque et tue du bétail en nombre non négligeable, comme des chèvres et des moutons — surtout des chevreaux et des agneaux — ainsi que des poulets, des animaux domastiques, des porcelets et potentiellement des veaux nouveau-nés,,,. En afrikaans, l'Aigle martial est appelé lammervanger, « attrapeur d'agneaux ». Le nombre exact de têtes de bétail tuées par l'Aigle martial est difficile à déterminer, les nombres avancés par les fermiers rivalisent avec ceux des attaques faites par l'Aigle de Verreaux et sont largement supérieurs à ceux des attaques d'Aigle d'Australie et même de l'Aigle royal, qui sont aussi considérés comme dangereux pour le bétail. Plusieurs centaines d'attaques de bétail sont attribuées à l'Aigle martial rien qu'en Afrique du Sud. Avec l'aigle de Verreaux, l'Aigle martial est l'une des deux espèces d'aigles réputées les plus dangereuses pour le bétail. Cependant, les biologistes s'accordent à dire que le nombre d'attaques attribuées à l'Aigle martial est très exagéré,,,. Au XXIe siècle, l'Aigle martial est toujours détesté par les fermiers qui lui tirent dessus à vue, même en étant favorables à la protection d'autres espèces d'aigles,,.
En Afrique du Sud, beaucoup d'Aigles martiaux nichent désormais sur des pylônes électriques à haute tension dans les zones où les grands arbres ont disparu. C'est l'une des rares espèces de rapaces qui pourraient tirer une balance bénéfice-risque favorable de la présence des pylônes, les collisions avec des lignes électriques étant un important facteur de mortalité des rapaces dans le sud de l'Afrique et en Europe. Cependant, les collisions avec les lignes électriques sont aussi une importante source de mortalité pour l'Aigle martial, en particulier les immatures qui ne volent pas encore assez bien,,,. Les grands réservoirs d'eau des fermes sont un autre danger pour les oiseaux qui sont nombreux à s'y noyer. Sur 68 noyades d'aigles dans ces réservoirs, 38 % étaient des Aigles martiaux — principalement des immatures — le plus gros pourcentage de rapaces tués par noyade dans ces réservoirs,. En Afrique du Sud, l'Aigle martial pourrait avoir perdu 20 % de sa population par chute dans ces réservoirs. En plus de ces menaces, la destruction de son habitat et la diminution de ses proies continuent d'augmenter rapidement en-dehors des zones protégées. À cause de cela, une grande partie de ses anciennes zones de reproduction est désormais inutilisable par l'Aigle martial,. La préservation de cet aigle dépend de l'information des fermiers et des populations locales, et du développement de zones protégées où il peut nicher et chasser sans être dérangé,.